# محوطه رجاآباد
محوطه رجا آباد
مربوط به دوران‌های تاریخی پس از اسلام است و در شهرستان مرودشت، بخش مرکزی، روستای رجا آباد واقع شده و این اثر در تاریخ ۲۲ مرداد ۱۳۸۴ با شمارهٔ ثبت ۱۳۳۳۰ به‌عنوان یکی از آثار ملی ایران به ثبت رسیده است.
روستای رجاآباد
```
در استان فارس، بخش مرکزی، شهرستان مرودشت، دهستان محمداباد و در فاصلهٔ ۶کیلومتری مرودشت واقع شده‌است.
طول جغرافیایی ۵۲درجه و۵۲ دقیقه و عرض جغرافیایی آن ۲۹درجه و ۵۰دقیقه و ارتفاع از سطح دریا ۱۵۹۸متر می‌باشد.
```

جمعیت این روستا ۱۵۰۲ نفر است که ۸۰۷ نفر مرد و ۶۹۵ نفر زن می‌باشد.
بچه رجاباد باخ نمیده

## تاریخچه روستا
رجاء به معنی امید است مردم بخاطر امام زاده که برای شفاعت و برآورده کردن خواسته هایشان به این نام، نامگذاری کردند.

## قدمت روستا
رجاءآباد قدمتی تاریخی دارد که باتوجه به تاریخ درج شده روی سنگ قبر قدمت آن به هزار سال پیش می‌گردد.
محوطه رجا آباد مربوط به دوران‌های تاریخی پس از اسلام است و در شهرستان مرودشت، بخش مرکزی، روستای رجا آباد واقع شده و این اثر در تاریخ ۲۲ مرداد ۱۳۸۴ با شمارهٔ ثبت ۱۳۳۳۰ به‌عنوان یکی از آثار ملی ایران به ثبت رسیده است

## نژاد
مردم رجاءآباد از دیرباز در کنار مهد تمدن ایران (تخت جمشید) یک جانشین بودند، همه مردم رجاءآباد خویشاوند هستند و زبان افراد فارس می‌باشند.

## مذهب
تمام اهالی رجا آباد مسلمان و شیعه و مذهبی می‌باشند. به عنوان نمونه: مراسم محرم با شکوه خاصی در حسینیه حضرت معصومه روستا برگزار می‌شود.

## آداب و رسوم
بازی‌های بومی :هفت سنگ
چوب چاله
کودرونه
مشاغل: دامداری، کشاورزی، فروشندگی، تعمیرگاه
یکی از مشاغل دیگر ناظر ساختمان می‌باشد 
امکانات و تأسیسات روستا:
روستا از امکاناتی
مانند: آب، برق، گاز، خانه بهداشت، تلفن، پست بانک،
مخابرات و امکان استفاده از اینترنت، برخورداراست.
تلفن: سال ورود تلفن ثابت خانه‌ها ۸۴ می‌باشد
برق: از سال ۱۳۵۵ کشیده شده‌است.
آب: ابتدا از طریق لوله کشی از روستای کوشک، نزدیک مرودشت کشیده شد و بعد به دلیل مطلوب نبودن اب این روستا نزدیکی قسمت رجا آباد چاهی حفر کردند و به دلیل کیفیت خوب اب از ان اب استفاده کردند
گاز:در سال ۱۳۹۰ افتتاح گردید.